# Санаторій (фільм, 1910)
Санаторій (англ. The Sanitarium) — американська короткометражна кінокомедія Тома Санчі 1910 року з Роско Арбаклом у головній ролі.

## Сюжет
Молодий чоловік перетворює його палацову резиденцію в санаторії лише, щоб повернути гроші, які його пацієнти дали йому.

## У ролях
- Роско ’Товстун’ Арбакл — Чарлі Вайс
- Нік Коглі
- Джордж Хернандез